# Scotopteryx peribolata
Scotopteryx peribolata is een vlinder uit de familie spanners (Geometridae). De wetenschappelijke naam is voor het eerst geldig gepubliceerd in 1817 door Hübner.
De soort komt voor in Europa.